# 茹基夫 (特諾皮爾州)
茹基夫（羅馬化：Zhukiv）是位於烏克蘭西部特諾皮爾州特諾皮爾區貝雷扎尼市鎮的村莊納德里奇內1.5公里，始建於1420年，面積1.66平方公里，2001年該村落人口928。